# Природни резерват Бојана
Природни резерват Бојана је локалитет у режиму заштите I степена, површине 94,59ha, који се налази у пределу Голубичке клисуре, између Голубачког града и Јеленских стена, близу места Ливадице. Резерват је добио име по речици Бојани која се улива у Дунав недалеко од Голубачког Града.
Заштићену површину чини чиста орахова састојина (Parietario-Juglandetum) окружена полидоминантном високом мешовитом шумом букве са орахом. На читавој површини јављају се групимичне или појединачне примесе мечје леске, маклена (Acer monspessulanum), јоргована, црног јасена (Frxinus ornus), грабића (Caprinus orientalis) и граба (Caprinus betulus).
На гребенима и у увалама, на малим растојањима, мозаично се јављају осиромашене шуме букве са орахом, шикаре грабића и јоргована (Syringo-Carpinetum orientalis) и шуме јавора, јасена и јоргована (Aceri-Fraxinetum-Syringetosum).